# Barrolândia
Barrolândia é um município do interior do estado do Tocantins, região Norte do Brasil, localizado na região geográfica intermediária de Palmas e na região imediata de Paraíso do Tocantins, sendo integrante da região metropolitana da capital, distante dela 105 quilômetros.
Segundo o Censo 2022, a população é constituída de 4 846 pessoas, sendo 64º mais populoso do estado e o 4 303º mais populoso do Brasil. A estimativa populacional para 2024 foi de 4 915 pessoas.
Os principais setores econômicos do município são o do serviços e a agropecuária. O PIB em 2021 foi de R$ 122 016 mil e o PIB per capita no mesmo ano foi calculado em R$ 21 523 – o 85º maior do estado e o 2 986º maior do Brasil.

## História
O povoado que originou o município de Barrolândia surgiu na década de 1950 com a construção da BR-153, também chamada de rodovia Transbrasiliana, ou Belém-Brasília. Devido às terras férteis da região, a localidade logo passou a se desenvolver.
O povoado foi elevado à categoria de distrito de Miracema do Norte (atualmente Miracema do Tocantins) em 26 de novembro de 1975, recebendo o topônimo de Barrolândia em homenagem ao seu fundador, Elvécio Cabral Barros. A emancipação aconteceu no dia 11 de janeiro de 1988.

## Geografia
Barrolândia é um município do interior do estado do Tocantins, região Norte do Brasil, com sede localizada nas coordenadas 9° 49' 53" S 48° 43' 53" O, na região geográfica intermediária de Palmas e na região imediata de Paraíso do Tocantins. Também faz parte da região metropolitana de Palmas.
Na divisão de planejamento do estado, situa-se na região do Vale do Araguaia, macrorregião Central, a uma distância de 105 km da capital, Palmas. Limita-se com os municípios de Miracema do Tocantins, Paraíso do Tocantins, Divinópolis do Tocantins e Monte Santo do Tocantins. O bioma predominante é o cerrado.

### Território
O território de Barrolândia ocupa uma área de 697 km², com 1,86 km² urbanizados. É o 106º maior município do Tocantins e o 1 928º maior do país em extensão territorial. A sede fica a uma altitude média de 361 metros.

### População
A população de Barrolândia é de 4 846 pessoas, segundo o o Censo 2022, o que posiciona o município como o 64º mais populoso do estado e o 4 303º mais populoso do Brasil. A estimativa populacional para 2024 foi de 4 915 pessoas.
A densidade demográfica em 2022 foi calculada em 6,95 habitantes por quilômetro quadrado, o que faz com que o município seja o 37º mais povoado do Tocantins e o 4 692º do Brasil.

## Política e administração
A estrutura administrativa de Barrolândia, assim como a dos demais municípios brasileiros, é definida pela Constituição de 1988, composta pelo poder executivo, chefiado pelo prefeito; e pelo poder legislativo, exercido pela Câmara Municipal, representada pelos vereadores. Todos os representantes são eleitos pelo povo para mandato de quatro anos, mediante pleito direto e simultâneo realizado em todo o país.

### Poder Executivo
O Poder Executivo é responsável pela administração direta do município, implementação de políticas públicas, execução do orçamento e prestação de serviços essenciais à comunidade. Essas competências são exercidas desde 1.º de janeiro de 2025 pelo prefeito João Machado Alves, conhecido popularmente como João do Super Giro, do União, eleito em 2024 para administrar o município até 31 de dezembro de 2028. O vice-prefeito é Neusimar dos Reis (Caçula), do Republicanos.

#### Cassação
Barrolândia teve prefeito e vice da gestão 2025-2028, João Machado Alves e Neusimar dos Reis, respectivamente, cassados no dia 4 de julho de 2025 por compra de votos e fraude em concurso público. Segundo a primeira instância da Justiça Eleitoral, os políticos estariam envolvidos em um suposto abuso de poder político e econômico juntamente com o ex-prefeito Adriano José Ribeiro, que administrou o município de 2017 a 2024. Além da perda do mandato, cada um também foi condenado a pagar uma multa no valor de 30 mil UFIRs.
Os gestores chegaram a apresentar embargos de declaração, mas o recurso não foi aceito pelo juiz que tratou o caso, que considerou as alegações como "mero inconformismo" com a decisão. A sentença foi proferida no dia 11 de agosto de 2025. João Machado e Neusimar dos Reis recorreram ao Tribunal Regional Eleitoral e podem permanecer nos cargos até o julgamento pela segunda instância.

### Poder Legislativo
O Poder Legislativo tem a função de elaborar leis municipais, fiscalizar as ações do Executivo, aprovar o orçamento e representar os interesses da sociedade. Em Barrolândia, as responsabilidades são delegadas a nove vereadores, sob a presidência de Eldivan Machado Coelho, do PSC, até 31 de dezembro de 2028.

## Economia
Os principais setores econômicos do município são o do de serviços e a agropecuária. O PIB de Barrolândia em 2021 foi de R$ 122 016 mil e o PIB per capita no mesmo ano foi calculado em R$ 21 523 – o 85º maior do estado e o 2 986º maior do Brasil.
Em 2022, o salário médio mensal foi de 1,5 salários mínimos e a proporção de pessoas ocupadas (735 trabalhadores) em relação à população total era de 15,17% (o 57º melhor índice no Tocantins e o 3 069º no país). Considerando domicílios com rendimentos mensais de até meio salário mínimo por pessoa, Barrolândia tinha 42,9% da população nessas condições (o 87º maior do estado e o 2 373º do Brasil).
O Índice de Desenvolvimento Humano (IDH) de Barrolândia é 0,642, conforme apurado em 2010 pelo Programa das Nações Unidas para o Desenvolvimento (PNUD).

### Agronegócio
Os principais produtos agrícolas do município são a soja, com produção em 2023 de 2 706 toneladas, o milho (2 250 toneladas) e o abacaxi (3 098 frutos por hectare), conforme apurado pelo IBGE. Na pecuária, destacam-se os rebanhos de bovinos, com 79 618 cabeças, aves (56 957 cabeças), suínos (1 394 cabeças) e equinos (1 230 cabeças) no mesmo ano.
Em 2023 também houve produção relevante de mel de abelha (2,3 mil litros), leite de vaca (1,02 mil litros) e ovos de galinha (10 mil dúzias).

## Educação
A rede pública de Barrolândia em 2023 contabilizava 666 matrículas, 46 professores e cinco escolas no ensino fundamental; e 262 matrículas, 22 docentes e duas escolas no ensino médio. Em 2010, o município apresentou uma taxa de escolarização de 99,71% (para pessoas de 6 a 14 de anos de idade), o que é considerado o 33º melhor desempenho entre os municípios tocantinenses e o 1 183º melhor no país.
Em 2023, os alunos dos anos iniciais do Ensino Fundamental da rede pública tiveram nota de 4,7 no Índice de Desenvolvimento da Educação Básica (Ideb) – a 83ª melhor nota entre os municípios do estado e o 4 662º melhor desempenho entre as cidades brasileiras. No mesmo ano, os anos finais obtiveram a nota 5,0 no indicador –  a 22ª melhor nota entre no estado e a 1 979ª no país.